# Grzegorz Nieć
Grzegorz Nieć (ur. 9 maja 1968) – polski bibliolog, historyk, polonista, profesor nauk społecznych.
Jego zainteresowania badawcze koncentrują się głównie wokół dawnego i współczesnego rynku książki i prasy, czytelnictwa w Polsce i w Czechach, wcześniej zaś zajmował się także dziejami polskiego ruchu ludowego [1]. Jego dorobek naukowy obejmuje sto kilkadziesiąt pozycji bibliograficznych, w tym książki i artykuły naukowe publikowane w tomach zbiorowych i czasopismach oraz liczne prace redakcyjne, w tym edycje źródłowe listów i pamiętników oraz serie wydawnicze Księgarni Akademickiej: „Regiony, Historia, Kultura", „Polskie Podróżopisarstwo i Reportaż XIX i XX Wieku”. Jest również aktywnym popularyzatorem wiedzy, występował m.in. w programach telewizyjnych: „Historia dzieje się”, „Marzyciele”, „Z widokiem na Wawel”.

## Życiorys
W 1995 ukończył studia polonistyczne na Uniwersytecie Jagiellońskim. Stopień doktora nauk humanistycznych w zakresie historii uzyskał w 2004 na Uniwersytecie Jagiellońskim, na podstawie dysertacji pt. Polski ruch ludowy w okresie transformacji ustrojowej 1980-1991 (między tradycją, historią a polityką); jego promotorem był prof. dr hab. Antoni Podraza. Stopień doktora habilitowanego nauk humanistycznych w zakresie bibliologii i informatologii otrzymał w 2016 na Uniwersytecie Mikołaja Kopernika w Toruniu, na podstawie rozprawy habilitacyjnej pt. Wtórny rynek książki w Polsce: instytucje, asortyment, uczestnicy. W 2023 r. nadano mu tytuł profesora nauk społecznych w dyscyplinie nauka o komunikacji społecznej i mediach{.
W latach 2006-2010 pracował w Wyższej Szkole Zarządzania „Edukacja” we Wrocławiu[1]. Od 2010 jest zatrudniony w Uniwersytecie Komisji Edukacji Narodowej w Krakowie, gdzie kieruje Katedrą Kultury Informacyjnej w Instytucie Nauk o Informacji. Od 2023 r. pracuje też w Akademii Nauk Stosowanych w Nowym Targu.
Jest członkiem Komisji Prasoznawczej Polskiej Akademii Nauk, a także redaktorem naczelnym rocznika „Annales Universitatis Paedagogicae Cracoviensis | Studia ad Bibliothecarum Scientiam Pertinentia” oraz rocznika "Małopolska. Regiony - regionalizmy - małe ojczyzny".
Przewodniczy Radzie Programowej Instytutu Książki, Komisji Rewizyjnej Stowarzyszenia Wspólnota Polska Oddział w Krakowie oraz wchodzi w skład Rady Narodowego Programu Rozwoju Humanistyki, Zespołu doradczego ds. programu „Społeczna odpowiedzialność Nauki” oraz działalności upowszechniającej naukę, Rady Programowej „Roczników Bibliotecznych”, Rad Naukowych „Rocznika Biblioteki Kraków” oraz rocznika „Kultura – Przemiany – Edukacja”, Rady Redakcyjnej czasopism Biblioteki Narodowej Republiki Czeskiej – „Knihovna plus” i „Knihovna – knohovnická revue”[2][4]. Był członkiem Rady Muzeum Archeologicznego w Krakowie (2008-2012) i Rady Programowej TVP Kraków (2008-2016), w latach 2012-2015 pełniąc funkcję przewodniczącego.
Przewodniczy Radzie Programowej Instytutu Książki, Komisji Rewizyjnej Stowarzyszenia Wspólnota Polska Oddział w Krakowie oraz wchodzi w skład Rady Redakcyjnej czasopism Biblioteki Narodowej Republiki Czeskiej – „Knihovna plus” i „Knihovna – knohovnická revue”.
Wszedł w skład komitetu wspierającego kandydaturę Karola Nawrockiego na prezydenta RP w wyborach w 2025.

## Odznaczenia
- Złoty Krzyż Zasługi (Postanowienie Prezydenta RP z dn. 3 września 2015 r., Rej. 400/2015, poz. 38, "Monitor Polski" 2015, poz. 1189).
- Srebrny Krzyż Zasługi (Postanowienie Prezydenta RP z dn. 2 czerwca 2005 r. Rej. 134/2005, poz. 6, "Monitor Polski" 2005, poz. 904).
- Medal Komisji Edukacji Narodowej (legitymacja nr 164610 z dnia 20 lipca 2018 r.).
- „Złota koniczynka” - Odznaczenie Polskiego Stronnictwa Ludowego (legitymacja z dnia 4 czerwca 2008 r.).

## Wybrane publikacje
- ·Książka – naród – religia. Dzieje książki czeskiej do czasów odrodzenia narodowego, Kraków 2022, ISBN 978-83-8138-099-7
- Wtórny rynek książki w Polsce. Instytucje, asortyment, uczestnicy, Kraków 2016, ISBN 978-83-7638-663-8
- Jakub Szymkiewicz „Szlachcic na Łopacie” – satyryczny reporter „Wiadomości Brukowych”, Kraków 2006, ISBN 83-89973-32-4
- Między historią, tradycją a polityką. Ludowcy w okresie przełomu ustrojowego 1989-1991, Kraków 2004, ISBN 83-7188-763-9[7]